# اتفاقية سنغافورة للوساطة

الموقعون (باللون الأصفر) والأطراف (باللون الأخضر) على اتفاقية الوساطة في سنغافورة

اتفاقية سنغافورة للوساطة ورسميًا اتفاقية الأمم المتحدة بشأن اتفاقيات التسوية الدولية الناتجة عن الوساطة والتي تم اعتمادها في 20 ديسمبر 2018 وفتح باب التوقيع عليها في 7 أغسطس 2019. هي اتفاقية دولية بشأن الاعتراف بالتسويات التي يتم التوصل إليها عن طريق الوساطة. بعد اعتماد الجمعية العامة للأمم المتحدة لها في 18 ديسمبر 2018، فُتحت الاتفاقية للتوقيع من قبل جميع الدول، اعتبارًا من 12 سبتمبر 2020 تم التوقيع عليها من قبل 53 دولة. دخلت الاتفاقية حيز التنفيذ في 12 سبتمبر 2020، أي بعد ستة أشهر من إيداع صك التصديق الثالث من قبل قطر، أولهما سنغافورة وفيجي.